# Antonov An-26
Antonov An-26 (Cod NATO Curl) este un avion militar de transport ușor, cu două turbopropulsoare fabricat în Uniunea Sovietică.
Acest avion se află în serviciu activ în peste 30 de forțe aeriene din diferite țări, dar și cu câțiva operatori civili. Forțele Aeriene Române dețin în prezent patru aparate de acest tip.
| Număr total | 1986 | 1985 | 1984 | 1983 | 1982 | 1981 | 1980 | 1979 | 1978 | 1977 | 1976 | 1975 | 1974 | 1973 | 1972 | 1971 | 1970 | 1969 |
| ----------- | ---- | ---- | ---- | ---- | ---- | ---- | ---- | ---- | ---- | ---- | ---- | ---- | ---- | ---- | ---- | ---- | ---- | ---- |
| 1159        | 1    | 53   | 33   | 54   | 77   | 86   | 125  | 149  | 130  | 103  | 99   | 77   | 62   | 35   | 36   | 21   | 14   | 4    |

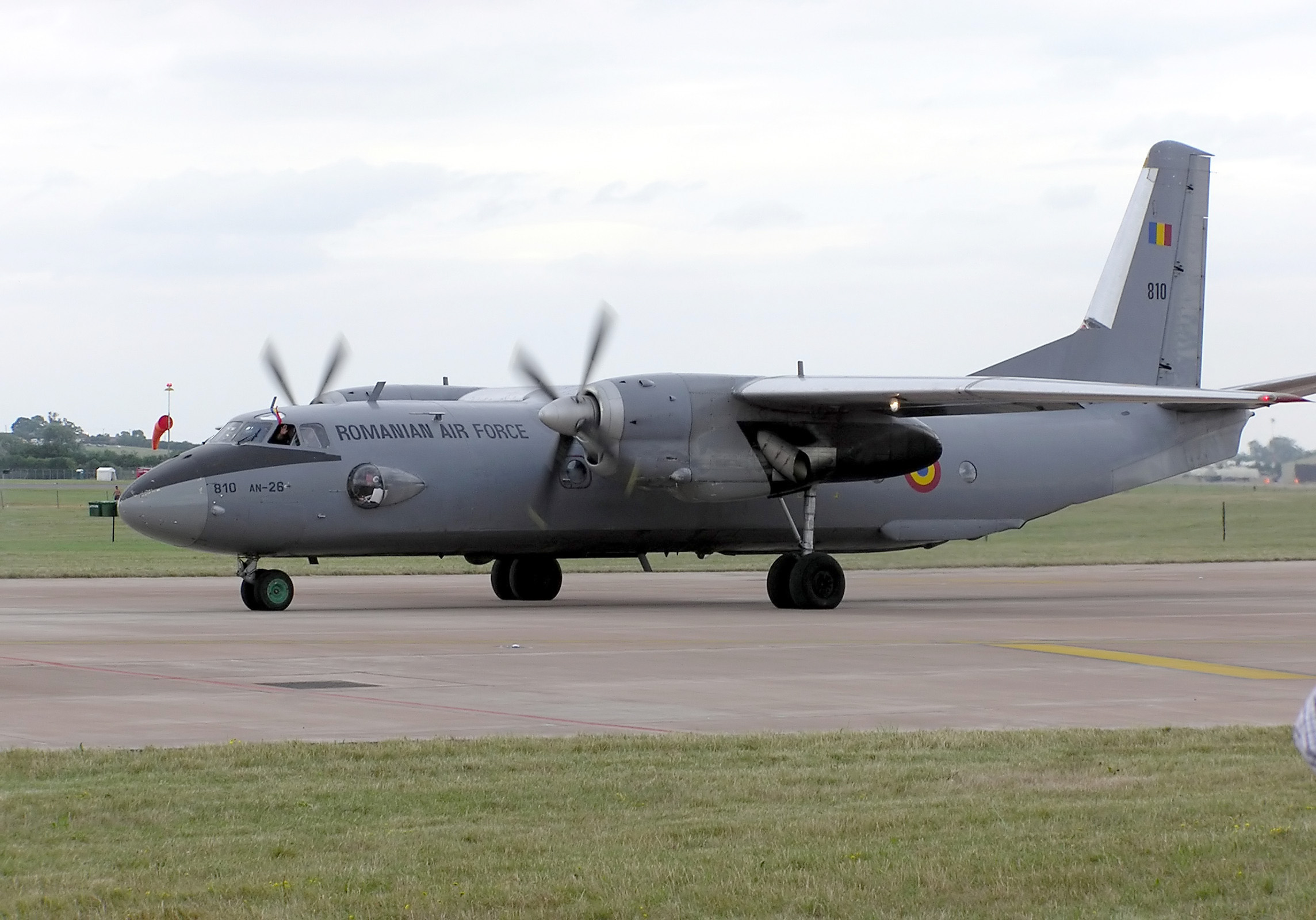
Antonov An-26 al Forțelor Aeriene Române

Este pilotat de doi piloți. Echipajul este completat de un maistru de bord și un navigator.